# Kazuo
Kazuo (jap. かずお, カズオ) – męskie imię japońskie.

## Możliwa pisownia
Kazuo można zapisać używając wielu różnych znaków kanji i może znaczyć m.in.:
- 和夫, „mężczyzna harmonii”[1]
- 和男, „harmonia, mężczyzna”
- 一雄, „pierwszy, mężczyzna”
- 一夫, „pierwszy, mężczyzna”
- 一男, „pierwszy, mężczyzna”

## Znane osoby
- Kazuo Chiba (和雄), japoński nauczyciel aikido, 8 dan Aikikai
- Kazuo Harada (一男), japoński producent anime
- Kazuo Ichinohe (Shin Aomori) (和男), japoński seiyū
- Kazuo Ishiguro (一雄), brytyjski pisarz japońskiego pochodzenia
- Kazuo Kashio (和雄), japoński przedsiębiorca, założyciel firmy Casio
- Kazuo Kimura (一夫 ), japoński lekkoatleta, skoczek wzwyż
- Kazuo Koike (一夫), japoński mangaka
- Kazuo Komizu (一男), japoński reżyser filmów
- Kazuo Kubokawa (一雄), japoński astronom
- Kazuo Misaki (和雄), Japanese professional mixed martial arts fighter and former judoka
- Kazuo Oka (和男), japoński seiyū
- Kazuo Sakamaki (和男), japoński podporucznik
- Kazuo Umezu (かずお), japoński mangaka
- Kazuo Yamada (一雄), japoński dyrygent
- Kazuo Yonekawa (和夫), japoński tłumacz polskiej literatury

## Fikcyjne postacie
- Kazuo Kiriyama (和雄), antagonista serii Battle Royale
- Kazuo Nakano (和雄), bohater mangi i anime Kinnikuman